# Johann Nikolaus von Kalckreuth

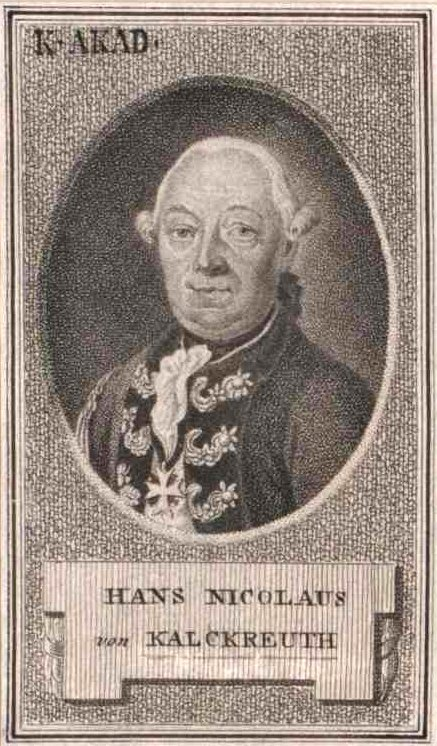
Johann Nikolaus von Kalckreuth (1720–1807)

Johann Nikolaus von Kalckreuth (* 7. Oktober 1720 in Ostpreußen; † 10. April 1807 in Greifenberg in Pommern) war ein preußischer Offizier, zuletzt Generalleutnant sowie Chef des Dragoner-Regiments XII.

## Leben
Seine Eltern waren der polnische Major Hans Otto von Kalckreuth (* 1686/87; † 3. Mai 1772) und dessen Ehefrau Maria Elisabeth, geborene von Essen (1703–1782). Johann Nikolaus kam früh unter die Obhut seines Onkels Ernst Georg von Kalckreuth. Dieser war Rittmeister im Kürassierregiment „Markgraf Friedrich“ Nr. 5. Er vermittelte den jungen Johann 1736 in das Regiment. 1741 wurde dieser am Ende des Lagers von Göttun bei Brandenburg zum Cornett ernannt. Während des Ersten Schlesischen Krieges ritt er 1742 unter Eugen von Anhalt nach Oberschlesien, wo er das Glück hatte, nicht zu den vielen Toten des Regiments zu zählen. Im Zweiten Schlesischen Krieg kämpfte er 1744 er bei der Belagerung von Prag, 1745 bei Hohenfriedberg, Soor und Kesselsdorf. Anfang 1750 wurde er Leutnant und 1756 Stabsrittmeister, aber bereits 1757 Rittmeister. 1760 wurde er zum Major befördert und im Mai 1772 zum Oberstleutnant. Am 21. Mai 1775 wurde er Oberst und 1778 Kommandeur des Dragoner-Regiments „Reizenstein“ XII. 1780 wurde er Generalmajor und Chef des Regiments.
Im Siebenjährigen Krieg war er bei allen bedeutenden Ereignissen dabei. Er kämpfte in Lobositz, Prag, Breslau, Schlacht bei Leuthen, Zorndorf, Kay, Kunersdorf, Liegnitz und Freiberg. In der Schlacht bei Kunersdorf und in Hohenfriedberg wurde er verwundet.
In Liegnitz konnte er sieben Kanonen und eine Fahne erobern und erhielt dafür den Orden Pour le Mérite und 500 Taler.
Am 1. Juni 1788 wurde er Generalleutnant. 1792 wurde er mit dem Schwarzen Adlerorden ausgezeichnet und erhielt 1794 seinen Abschied. Er starb unverheiratet 1807.